# Дакр, Хью, 4-й барон Дакр
Хью Дакр (англ. Hugh Dacre; приблизительно 1335 — 24 декабря 1383) — английский аристократ, 4-й барон Дакр с 1376 года. 

## Биография
Хью Дакр был младшим из четырёх сыновей сэра Ральфа Дакра, 1-го барона Дакра, и Маргарет Мултон, 2-й баронессы Мултон из Гисленда. Его семья владела обширными землями в Камберленде и Линкольншире. Старшие братья Хью, Уильям и Томас, умерли бездетными, и в 1361 году бароном стал третий брат, Ральф. Между Дакрами начались распри, причём Хью поддерживал Николаса Харингтона — соседа барона, предпринимавшего набеги на его владения. Ночью с 17 на 18 августа 1375 года Ральф был убит неизвестными в собственной спальне. Хью Дакр и Харингтон были арестованы по подозрению в организации этого убийства, почти год провели в Тауэре, но вышли на свободу, так как их вина осталась недоказанной. 10 июля 1376 года Хью был признан полноправным наследником семейных владений; начиная с 1 декабря того же года его вызывали в парламент как лорда Дакра.
В 1379—1382 годах Дакр занимал должность смотрителя Западных марок. Он участвовал в войне на континенте. Барон умер 24 декабря 1383 года и был похоронен в аббатстве Ланеркост (Камбрия). Его наследником стал сын Уильям (1357—1399), родившийся в браке с Элизабет Максвелл (дочерью сэра Джона Максвелла из Карлаверока, вдовой сэра Уильяма Дугласа).